# K&N Engineering
Koordinaten: 34° 0′ 34,8″ N, 117° 20′ 35,2″ W
K&N Engineering ist ein amerikanischer Filtertechnik-Hersteller. Der Name leitet sich von den Gründern Ken Johnson und Norm McDonald ab. Es werden Luftfilter für Autos (insbesondere Sportwagen), Nutzfahrzeuge, Industrie- sowie Kleinmotoren, Innenraumfilter, Kraftstoff- und Ölfilter hergestellt.
Pro Jahr produziert K&N etwa zwei Millionen Luftfilter.